# 水污染事故列表

## 20世纪
- 1986年：莱茵河污染事件。瑞士巴塞尔赞得兹化学公司一座仓库爆炸起火，大量有毒化学品流入莱茵河，酿成西欧10年来最大污染事故。殃及法、德、荷、卢等国，一些地区河水、井水、自来水禁用。
- 1993年4月，美国威斯康星州的密尔沃基市供水受到寄生虫（隐担孢子 Cryptosporidium parvum，可引起严重腹泻）的污染，造成100人死亡，40万人致病。

## 21世纪
- 2004年1月30日：罗马尼亚境内一处金矿污水沉淀池因积水暴涨发生漫坝，10多万升含有大量氰化物、铜和铅等重金属的污水冲泄到多瑙河支流蒂萨河，并迅速汇入多瑙河，影响匈牙利、南斯拉夫等国。污染造成河鱼大量死亡，河水不能饮用，流域的生态环境严重破坏。
- 2004年2-3月：中国四川省的长江支流沱江发生因川化集团违规生产造成的严重污染事故，大量野生、养殖鱼类死亡，翻白的死鱼一度覆盖江面。3月2日下午，由于水质严重污染，内江、简阳、资阳三地城乡自来水公司停止取水和供水。2004年4月29日，川化集团相关责任人被刑事拘留。
- 2005年11月13日：中国吉林一化工厂发生爆炸，在灭火及清理污染过程中，苯污染物大量流入松花江中，造成非常严重的水污染事件，污染波及下游的俄罗斯远东地区。
- 2005年12月21日：中国广东省政府已在命令韶关冶炼厂立即停止排放含镉废水。在检修排污设备期间，该工厂将大量含重金属镉的污水排入北江。在水库放水稀释的作用下，北江韶关段镉浓度才由12月15日的超标10倍下降到2.6倍。这次事故令北江下游10万人饮水受到威胁。2006年1月10日广东省环保局宣布北江水镉污染已宣告结束。据监测，江水的镉含量已恢复到0.01毫克/升以下的国家标准。[1]
- 2006年1月4日：中国湖南株洲某清淤治理工程因未采取适当防范措施，导致含镉废水排入湘江。湘潭、长沙两市水厂取水水源水质受到不同程度的污染。据湘潭市环境监测站1月5日水质监测结果，湘江株洲、湘潭交接断面马家河右岸镉超标25.6倍。
- 2006年1月5日：中国河南一电厂储油罐泄漏，约10吨柴油进入黄河支流伊洛河。污染水体7日下午进入山东，黄河中下游因河水污染采取了关闭水厂取水口等措施。专家预期污染水体将在6天内(1月13日)流入大海。
- 2006年1月6日：中国重庆一化肥公司一套正在试运行的废水处理系统腐蚀破裂，约600吨紫红色硫酸废水泄漏入长江支流綦江，在河面形成了一条长达300米的污染带。重庆綦江沿岸居民停水2天。[2]

## 参看
水污染